# Txernava
Txernava (en rus: Чернава) és un poble de l'óblast de Lípetsk, a Rússia, que en el cens del 2010 tenia 2.681 habitants. Pertany al districte rural d'Izmàlkovo.